# يلينا سوكولوفا
يلينا سيرجيفنا سوكولوفا (الروسية:Еле́на Серге́евна Соколо́ва ، من مواليد 15 فبراير 1980) متزلجة روسية سابقة. وهي صاحبة الميدالية الفضية العالمية لعام 2003 ، وهي صاحبة ميدالية أوروبية ثلاث مرات (2003-2004 ، 2006) ، وبطل وطني روسي ثلاث مرات (2003-2004 ، 2006).

## روابط خارجية
- يلينا سوكولوفا على موقع الاتحاد الدولي للتزلج (الإنجليزية)
- يلينا سوكولوفا على موقع أوليمبيديا (الإنجليزية)
- إيلينا سوكولوفا في الاتحاد الدولي للتزلج
- Elena Sokolova video archive